# Toini Pöysti
Toini Pöysti (Ahlainen, 1º luglio 1933 – 9 maggio 2024) è stata una fondista finlandese.

## Palmarès

### Olimpiadi invernali
- Bronzo a Squaw Valley 1960 nella staffetta 3x5 km.
- Bronzo a Innsbruck 1964 nella staffetta 3x5 km.

### Mondiali
- Bronzo a Lahti 1958 nella staffetta 3x5 km.